# Suk Wadi Barada
Suk Wadi Barada (arab. سوق وادي بردى) – miejscowość w Syrii, w muhafazie Damaszek. W 2004 roku liczyła 3678 mieszkańców.